# Juan Pablo Catoggio
Padre Juan Pablo Catoggio ISch (1 de março de 1954) é presbítero argentino da Igreja Católica Romana. É o superior geral emérito do Instituto Secular dos Padres 
de Schoenstatt.

## Biografia
Catoggio nasceu em La Plata, Argentina e entrou para o noviciado dos Padres Schoenstatt em 1974. Depois de estudar Teologia em Münster, Alemanha, foi ordenado presbítero por Dom Jorge Novak, S.V.D., em 24 de setembro de 1983, em “Nuevo Schoenstatt”, Florencio Varela, Argentina.
Depois de alguns anos de serviço ao Movimento de Schoenstatt na Argentina, foi novamente transferido para a Alemanha como reitor do Seminário Maior dos Padres de Schoenstatt em Münster. De 2000 a 2011, ele contribuiu como delegado do Superior Regional responsável pela Região do Pai, com sede em Florencio Varela, que inclui todas as filiais da comunidade na Argentina, Paraguai, Itália e Nigéria. Desde janeiro de 2014, Pe. Catoggio esteve na Nigéria como delegado dos Superiores Regionais e, portanto, o principal responsável para a construção da comunidade nesse país africano.
Em 20 de agosto de 2015, Catoggio foi eleito novo superior geral do Insituto Secular dos Padres de Schoenstatt, durante o 5º capítulo geral do mesmo, em Schoenstatt, Alemanha. Sucedeu ao alemão Pe. Heinrich Walter, que ocupou este cargo por 12 anos. Consequentemente, ele também assumiu o cargo de Presidente do Presidium Geral da Família Internacional de Schoenstatt. Foi eleito para um mandato de seis anos.
Em 3 de julho de 2020, Pe. Catoggio foi a público em defesa da memória do fundador do Movimento de Schoenstatt, Pe. José Kentenich, acusado, a princípio por um artigo da historiadora Alexandra von Teuffenbach no jornal semanal “Die Tagespost”, de 2 de julho de 2020, e em notícias subsequentes na imprensa internacional, de cometer abuso sexual com as religiosas afiliadas ao movimento.